# Trąbka opierścieniona

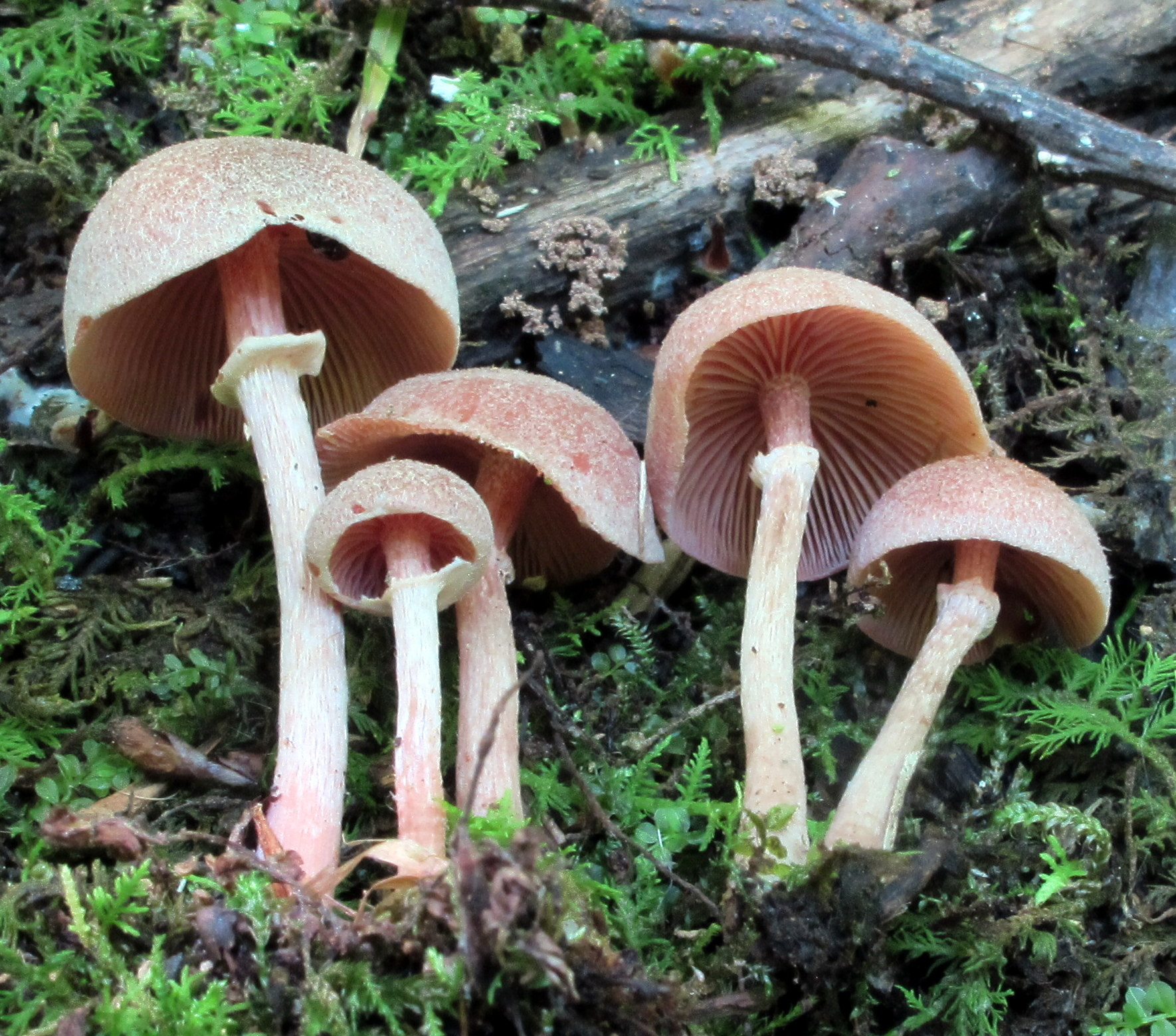

Trąbka opierścieniona (Tubaria confragosa (Fr.) Harmaja) – gatunek grzybów należący do rodziny Tubariaceae.

## Systematyka i nazewnictwo
Pozycja w klasyfikacji według Index Fungorum: Tubaria, Tubariaceae, Agaricales, Agaricomycetidae, Agaricomycetes, Agaricomycotina, Basidiomycota, Fungi.
Po raz pierwszy zdiagnozował go Elias Fries w 1838 r., nadając mu nazwę Agaricus confragosus. Obecną, uznaną przez Index Fungorum nazwę nadał mu Harri Harmaja w 1978 r.
Synonimy:
- Agaricus confragosus Fr. 1838
- Fulvidula confragosa (Fr.) Singer 1937
- Naucoria confragosa (Fr.) Singer 1945
- Phaeomarasmius confragosus (Fr.) Singer 1951
- Pholiota confragosa (Fr.) P. Karst. 1879
- Tubaria confragosa (Fr.) Kühner 1969

Nazwę polską zaproponował Władysław Wojewoda w 2003 roku.

## Morfologia
Kapelusz
Średnica 2–7 cm, początkowo wypukły, potem płaskowypukły. Brzeg prążkowany. Jest higrofaniczny. Powierzchnia w stanie suchym gładka, matowa, pomarańczowobrązowa, w stanie wilgotnym jasnobrązowa.
Blaszki
Przyrośnięte lub nieco zbiegające ząbkiem, szerokie, dość gęste, początkowo jasnobrązowe, potem brudno pomarańczowo brązowe, jaśniejsze od kapelusza.
Trzon
Wysokość 3–5 cm, grubość 2–7 mm, cylindryczny, czasem spłaszczony, nieco zwężający się ku podstawie, kruchy, chrzęstny, pusty. Podstawa z białą, wełnistą grzybnią. Powierzchnia jedwabisto-włókienkowata. Na trzonie cienka, błoniasta osłona, która podczas wzrostu owocnika rozrywa się, pozostawiając zwisający pierścień.
Miąższ
Cienki, tej samej barwy co kapelusz, niezmieniający barwy po uszkodzeniu. Zapach i smak łagodny.
Cechy mikroskopowe
Wysyp zarodników pomarańczowo-brązowy. Zarodniki 6–7,5 × 3,5–4,5 µm, eliptyczne, gładkie.

## Występowanie
Trąbka opierścieniona w Europie jest bardzo rzadka. W piśmiennictwie naukowym na terenie Polski do 2003 r. podano tylko dwa stanowiska. Znajduje się na Czerwonej liście roślin i grzybów Polski. Ma status E – gatunek wymierający, którego przeżycie jest mało prawdopodobne, jeśli nadal będą działać czynniki zagrożenia. Aktualne stanowiska tego gatunku podaje internetowy atlas grzybów.
Saprotrof. Występuje na ziemi w lasach liściastych i mieszanych. Owocniki pojawiają się zazwyczaj gromadnie na wiórach drzewnych lub innych resztkach drzewnych przez cały sezon grzybowy.